# Marina Kutina
Marina Kutina (cyr. Марина Кутина) – wieś w Serbii, w okręgu niszawskim, w gminie Gadžin Han. W 2011 roku liczyła 297 mieszkańców.